# Race of Champions 1967
Résultat de l'édition 1967 de la Race of Champions, disputée le 12 mars 1967 sur le tracé de Brands Hatch en Angleterre.
.

## Course
| Pos  | Pilote               | Voiture              | Tours | Ecart / Abandon |
| ---- | -------------------- | -------------------- | ----- | --------------- |
| 1    | Dan Gurney           | Eagle-Weslake        | 40    |                 |
| 2    | Lorenzo Bandini      | Ferrari              | 40    | à 0 s 4         |
| 3    | Jo Siffert           | Cooper-Maserati      | 40    | à 2 s           |
| 4    | Pedro Rodríguez      | Cooper-Maserati      | 40    | à 2 s 8         |
| 5    | Ludovico Scarfiotti  | Ferrari              | 40    | à 4 s 2         |
| 6    | Chris Irwin          | Lotus-BRM            | 39    | à 1 tour        |
| 7    | Mike Spence          | BRM                  | 39    | à 1 tour        |
| 8    | Chris Lawrence       | Cooper-Ferrari       | 38    | à 2 tours       |
| 9    | Jack Brabham         | Brabham-Repco        | 38    | à 2 tours       |
| Abd. | Richie Ginther       | Eagle-Weslake        | 32    | Suspension      |
| Abd. | Jean-Pierre Beltoise | Matra-Cosworth 1,6 l | 20    | Alimentation    |
| Abd. | Jacky Ickx           | Matra-Cosworth 1,6 l | 19    | Alimentation    |
| Abd. | Jochen Rindt         | Cooper-Maserati      | 14    | Embrayage       |
| Abd. | Bob Anderson         | Brabham-Clmax 2,5 l  | 10    | Allumage        |
| Abd. | John Surtees         | Honda                | 8     | Accélérateur    |
| Abd. | Bruce McLaren        | McLaren-BRM 2,2 l    | 1     | Moteur          |
| Nq.  | Denny Hulme          | Brabham-Repco        |       | Distribution    |
| Nq.  | Guy Ligier           | Cooper-Maserati      |       |                 |
| Np.  | Chris Amon           | Ferrari              |       | Blessure        |
| Np.  | Piers Courage        | Lotus-Martin V8      |       | Démarreur       |

- Légende : Abd. : Abandon, NQ : Non Qualifié, NP : Non Partant

## Référence
- "Bravo Dan", L'Automobile, mensuel n° 252, avril 1967.